# Klettermaxe (1927)
Klettermaxe ist eine deutsche Stummfilm-Gaunerkomödie aus dem Jahre 1927 von Willy Reiber mit Paul Heidemann in der Titelrolle. An seiner Seite übernahmen die Leinwanddebütantin Corry Bell und Dorothea Wieck die weiblichen Hauptrollen. Der Film basiert auf dem gleichnamigen Roman von Hans Possendorf, der auch am Drehbuch mitgeschrieben hatte.

## Handlung
Max Malien hat sich einen Namen gemacht als Autor von Kriminalschmökern, die zwar nicht eben gehaltvoll, dafür aber sehr abenteuerhaltig und spannend sind. Sein Ruf ist bis über den Ozean auf den amerikanischen Kontinent gehallt. Dort ist Maxens Cousine Corry Bell, eine karibische Schönheit und exotische Tänzerin, geradezu begeistert, einen solchen Verwandten zu haben, der offensichtlich ein äußerst spannendes Leben zu führen scheint und diese spannenden Erlebnisse zu ebensolchen Geschichten niederschreibt. Umso größer ist ihre Enttäuschung, als sie ihn besuchen kommt und feststellen muss, dass Maliens Räuberpistolen lediglich seiner Phantasie entspringen und er rein gar nichts Aufregendes erlebt. Derart an den Rand der Verachtung gebracht, versucht Max Corry zu imponieren und legt sich eine zweite Identität zu, den Klettermaxe. Der ist als eine Art Robin Hood mit Maske angelegt, der des Nachts in die Häuser der Reichen – selbstverständlich allesamt Schurken – einbricht und eben diese beraubt, um die Beute anschließend den Armen und Bedürftigen zukommen zu lassen. Bei jedem Bruch hinterlässt er eine Visitenkarte mit dem Klettermaxe-Signum, sodass jeder auch genau weiß, dass der „gute Verbrecher“ mal wieder zugeschlagen hat. Während die Polizei alles unternimmt, um diesen Klettermaxe endlich dingfest zu machen, beginnt Corry dem Dieb und Einbrecher in schwärmerischer Bewunderung zu erliegen.
Corry, die Kreolin, hat derweil ein Angebot von einer Revue angenommen, in der sie als so genannte „Negertänzerin“ auftreten soll. Dies missfällt Cousin Max sehr, und er beschließt, eine Nachts auch in ihr Schlafgemach einzudringen, und sie zu „berauben“ und ihr als schwarze Gestalt einen gehörigen Schrecken einzujagen. Dabei verliert Corry weniger Preziosen als vielmehr ihre Unschuld. Sie ist ob der Kühnheit des dreisten Liebesdiebes derart begeistert, dass sie ihm nicht nur eine Rose schenkt, sondern auch noch ihre Juwelen quasi hinterherwirft, die er aber selbstverständlich verschmäht. Kurz darauf gesteht Corry Max kleinlaut, dass jüngst der Klettermaxe auch erst in ihr Zimmer und final auch in sie selbst eingedrungen sei, so dass sie nunmehr schwanger ist. Max macht auf edelmütig und sagt, dass er, um Corrys Ehre zu retten, selbstverständlich bereit sei, sie zu heiraten. Ganz nebenbei entlarvt Klettermaxe Malien in einer Nebenhandlung auch einige wirkliche Ganoven, verhilft einer zarten und vom Leben gebeutelten Unschuld namens Toni Höppner zu ihrem Recht und sorgt dafür, dass ihr unschuldig verhafteter Verlobter freikommt. Zum guten Ende treten Max und Corry vor den Traualtar. Während Corry in der Brautnacht auf ihren frisch angetrauten Ehemann wartet, steigt dieser erneut in der Verkleidung des berüchtigten Fassadenkletterers von außen in ihr Schlafgemach und hat diesmal auch eine Rose dabei. Jetzt endlich weiß Corry, dass ihr Kletter-Max und der Klettermaxe ein und dieselbe Person ist.

## Produktionsnotizen
Klettermaxe entstand in den Berliner Jofa-Ateliers von Dezember 1926 bis Januar 1927, passierte die Filmzensur am 18. Februar 1927 und wurde am 11. März desselben Jahres in Berlins Alhambra-Kino am Kurfürstendamm uraufgeführt. Der mit Jugendverbot belegte Siebenakter besaß eine Länge von 2433 Meter.
Max Heilbronner gestalteten die Filmbauten.

## Wissenswertes
Die Schauspielerin Corry Bell, deren Klarname bis heute nicht bekannt ist, wählte sich ihren Rollennamen „Corry Bell“ fortan als Pseudonym unter dem sie in all ihren Folgefilmen auftrat.

## Kritiken
Die Österreichische Film-Zeitung schrieb: „Willy Reibers Regie geht aufs Ganze und sie überrascht durch die Fülle ihrer hübschen Einfälle, dabei immerzu das Malerische betonend. Dieses lebendig bildhafte ist echter Film, immer interessant und fesselnd und treibt durch das Tempo die Handlung. Der neue Star Corry Bell, eine exotische Schönheit, hat vor allem Temperament und Humor.“
Wiens Kino-Journal konstatierte knapp: „Eine sehr unterhaltliche und interessante Geschichte.“